# Sacred Steel
Sacred Steel (с англ. — «Священная сталь») — немецкая рок-группа, играющая в жанрах хэви-метал и спид-метал.

## История группы
Почти все участники группы играли в различных метал-командах, начиная с 80-х годов, но только соединившись в коллектив Sacred Steel, нашли путь к успеху. После основания группы в 1997 году они подписали контракт с Metal Blade Records первой из немецких групп. Первый же альбом вывел группу в высшую лигу немецкого хэви-метал. С тех пор в музыке группы были слышны влияния иных стилей, но основа остаётся прежней.
С 2002 года Sacred Steel записываются на Massacre Records. В 2005 году группа лишилась сразу двух гитаристов, ушедших в группу My Darkest Hate, играющую дэт-метал. На роль гитариста был взят Йонас Халил из распавшейся группы Disbelief, а басист группы Йенс Зонненберг переключился на вторую гитару. Также группа взяла нового басиста в лице Кая Шинделяра.

## Состав
- Геррит Мутц (Gerrit Mutz) — вокал
- Йенс Зонненберг (Jens Sonnenberg) — гитара
- Йонас Халил (Jonas Khalil) — гитара
- Кай Шинделяр (Kai Schindelar) — бас
- Маттиас Штрауб (Matthias Straub) — ударные

## Дискография
- Reborn in Steel (1997)
- Wargods of Metal (1999)
- Bloodlust (2000)
- Slaughter Prophecy (2002)
- Open Wide The Gate (сингл) (2004)
- Iron Blessings (2004)
- Pounding Inferno (EP) (2006)
- Live Blessings (концертный) (CD & DVD) (2006)
- Hammer of Destruction (2006)
- Carnage Victory (2009)
- The Bloodshed Summoning (2013)
- Heavy Metal Sacrifice (2016)